# UK Open 2016
De UK Open 2016, ook bekend onder de naam Coral UK Open vanwege de sponsor Coral, was de veertiende editie van de UK Open. Het toernooi werd gehouden van 4 tot 6 maart 2016 in Minehead, Butlins Resort. Het toernooi heeft "De FA Cup van het darts" als bijnaam, vanwege de willekeurige loting die na elke ronde plaatsvindt tot de finale.
De titelverdediger was Michael van Gerwen. Hij wist zijn titel met succes te verdedigen door in de finale Peter Wright met 11–4 te verslaan. Vorig jaar versloeg hij eveneens Peter Wright in de finale. Toen werd het 11–5.

## Prijzengeld
Voor de veertiende editie van de UK Open bedroeg het totale prijzengeld £300.000,-. Er werd één 9-darter geworpen waar een bedrag van £10.000,- mee werd gewonnen door Michael van Gerwen.
| Plaats (aantal spelers) | Plaats (aantal spelers) | Prijzengeld (Totaal: £300.000) |
| ----------------------- | ----------------------- | ------------------------------ |
| Winnaar                 | (1)                     | £60.000                        |
| Runner-up               | (1)                     | £30.000                        |
| Halvefinalist           | (2)                     | £17.000                        |
| Kwartfinalist           | (4)                     | £10.000                        |
| Laatste 16              | (8)                     | £5.000                         |
| Laatste 32              | (16)                    | £3.000                         |
| Laatste 64              | (32)                    | £1.500                         |
|                         |                         |                                |
| 9-darter                | (1)                     | £10,000                        |

## Qualifiers

### UK Open kwalificatie
Er werden zes kwalificatie toernooien gehouden in februari 2016 voor de  UK Open Order of Merit. De winnaars van deze toernooien waren:
| No. | Datum                | Locatie                 | Winnaar            | Uitslag | Runner-up          | Bron  |
| --- | -------------------- | ----------------------- | ------------------ | ------- | ------------------ | ----- |
| 1   | Vrijdag 5 februari   | Wigan, Robin Park Arena | Adrian Lewis       | 6–2     | Phil Taylor        | [ 1 ] |
| 2   | Zaterdag 6 februari  | Wigan, Robin Park Arena | Michael van Gerwen | 6–4     | Alan Norris        | [ 2 ] |
| 3   | Zondag 7 februari    | Wigan, Robin Park Arena | Phil Taylor        | 6–2     | Michael van Gerwen | [ 3 ] |
| 4   | Vrijdag 19 februari  | Wigan, Robin Park Arena | Gary Anderson      | 6–1     | James Wade         | [ 4 ] |
| 5   | Zaterdag 20 februari | Wigan, Robin Park Arena | Michael van Gerwen | 6–2     | Gerwyn Price       | [ 5 ] |
| 6   | Zondag 21 februari   | Wigan, Robin Park Arena | Michael van Gerwen | 6–2     | Steve Beaton       | [ 6 ] |

### UK Open Order of Merit 1-32
De nummers 1 t/m 32 van de UK Open Order of Merit moesten pas bij de laatste 64 instromen.
| 1. Michael van Gerwen 2. Phil Taylor 3. Adrian Lewis 4. Gary Anderson 5. Mark Webster 6. Steve Beaton 7. Simon Whitlock 8. Alan Norris | 1. James Wade 2. Ian White 3. Gerwyn Price 4. Benito van de Pas 5. Michael Smith 6. Terry Jenkins 7. Jelle Klaasen 8. Mensur Suljović | 1. John Henderson 2. Dave Chisnall 3. Kim Huybrechts 4. Daryl Gurney 5. Mervyn King 6. Peter Wright 7. Stephen Bunting 8. Vincent van der Voort | 1. Jamie Lewis 2. Kyle Anderson 3. Raymond van Barneveld 4. Justin Pipe 5. Ricky Evans 6. Andy Hamilton 7. René Eidams 8. Joe Cullen |

### UK Open Order of Merit 33-64
De nummers 33 t/m 64 van de UK Open Order of Merit moesten bij de laatste 96 instromen.
| 1. Andrew Gilding 2. Lee Evans 3. Jay Foreman 4. Jeffrey de Graaf 5. David Pallett 6. Peter Hudson 7. Tony Newell 8. Scott Dale | 1. Yordi Meeuwisse 2. Berry van Peer 3. Rowby-John Rodriguez 4. Matthew Edgar 5. Mike de Decker 6. Wayne Jones 7. Robbie Green 8. Jamie Caven | 1. Kevin Painter 2. Matt Clark 3. Robert Thornton 4. Jason Marriott 5. Brett Claydon 6. Darron Brown 7. James Wilson 8. Brendan Dolan | 1. Cristo Reyes 2. Jeffrey de Zwaan 3. Ritchie Edhouse 4. Mark Dudbridge 5. Stuart Kellett 6. Andy Jenkins 7. Joey ten Berge 8. Richie Corner |

### UK Open Order of Merit 65-96
De nummers 65 t/m 96 van de UK Open Order of Merit moesten bij de laatste 128 instromen.
| 1. Darren Webster 2. Ronny Huybrechts 3. Andy Boulton 4. Jan Dekker 5. Mick McGowan 6. Ryan de Vreede 7. Joe Murnan 8. Alan Tabern | 1. Dennis Smith 2. William O'Connor 3. Jermaine Wattimena 4. Nathan Derry 5. Josh Payne 6. Ryan Harrington 7. Harry Ward 8. Mark Frost | 1. Magnus Caris 2. Arron Monk 3. Mark Barilli 4. Dean Winstanley 5. Wes Newton 6. Andy Smith 7. Nathan Aspinall 8. Paul Milford | 1. Dick van Dijk 2. Jonathan Worsley 3. Kevin Dowling 4. Ken MacNeil 5. Johnny Haines 6. Dirk van Duijvenbode 7. Jonny Clayton 8. Gary Stone |

### Riley kwalificatie
Er waren 32 plaatsen te vergeven via de Riley kwalificatie's die werden gehouden in het Verenigd Koninkrijk. Deze qualifiers moesten bij de laatste 128 instromen.
| - Mark Jodrill - Paul Hogan - Jason Mold - Dean Stewart - Mark Cox - Paul Whitworth - Chris Jones - Mark Rice | - Michael McFall - Curtis Turner - Dave Parletti - Jason Hogg - Lee Morris - Daniel Day - Scott Marsh - Ian McFarlane | - Stewart Rattray - Darren Layden - Steven Rose - Alex Roy - John Scott - Andrew Davidson - Les Delderfield - Rob Cross | - Mark Wilson - Andy Brown - Glen McGrandle - Steve Maish - Lee Grimshaw - Jason Heaver - Barry Lynn - Ben Green |

## Loting

### Vrijdag 4 maart

#### Eerste ronde (laatste 128)
In de eerste ronde werd gespeeld over de best of 11 legs. 
| Speler               | Uitslag | Speler              |  | Speler              | Uitslag | Speler             |
| -------------------- | ------- | ------------------- |  | ------------------- | ------- | ------------------ |
| Wes Newton           | 6 – 4   | Mark Cox (Q)        |  | Ronny Huybrechts    | 6 – 3   | Mark Rice (Q)      |
| Dennis Smith         | 1 – 6   | Alex Roy (Q)        |  | Jermaine Wattimena  | 6 – 5   | Andy Smith         |
| Andy Boulton         | 6 – 4   | Lee Grimshaw (Q)    |  | William O'Connor    | 6 – 1   | Mark Jodrill (Q)   |
| Magnus Caris         | 6 – 5   | Jason Mold (Q)      |  | Mick McGowan        | 4 – 6   | Nathan Aspinall    |
| Dick van Dijk        | 2 – 6   | Kevin Dowling       |  | Jonathan Worsley    | 6 – 1   | Curtis Turner (Q)  |
| Arron Monk           | 6 – 3   | Stewart Rattray (Q) |  | Dean Stewart (Q)    | 4 – 6   | Barry Lynn (Q)     |
| Dirk van Duijvenbode | 6 – 3   | Michael McFall (Q)  |  | Jason Hogg (Q)      | 0 – 6   | Ben Green (Q)      |
| Alan Tabern          | 3 – 6   | Harry Ward          |  | Paul Hogan (Q)      | 6 – 3   | Daniel Day (Q)     |
| Mark Barilli         | 6 – 1   | Darren Layden (Q)   |  | Jonny Clayton       | 6 – 2   | Ian McFarlane (Q)  |
| Ryan de Vreede       | 6 – 3   | Nathan Derry        |  | Darren Webster      | 6 – 0   | Lee Morris (Q)     |
| Mark Frost           | 6 – 0   | Andy Brown (Q)      |  | Joe Murnan          | 6 – 2   | Paul Whitworth (Q) |
| Jan Dekker           | 5 – 6   | Andrew Davidson (Q) |  | Steve Maish (Q)     | 6 – 5   | Jason Heaver (Q)   |
| Dean Winstanley      | 6 – 5   | John Scott (Q)      |  | Les Delderfield (Q) | 0 – 6   | Mark Wilson (Q)    |
| Paul Milford         | 6 – 1   | Chris Jones (Q)     |  | Steven Rose (Q)     | 1 – 6   | Scott Marsh (Q)    |
| Johnny Haines        | 5 – 6   | Gary Stone          |  | Ken MacNeil         | 3 – 6   | Rob Cross (Q)      |
| Ryan Harrington      | 6 – 1   | Glen McGrandle (Q)  |  | Josh Payne          | 6 – 2   | Dave Parletti (Q)  |

#### Tweede ronde (laatste 96)
In de tweede ronde werd gespeeld over de best of 11 legs. 
| Speler             | Uitslag | Speler           |  | Speler           | Uitslag | Speler               |
| ------------------ | ------- | ---------------- |  | ---------------- | ------- | -------------------- |
| Jeffrey de Graaf   | 6 – 5   | William O'Connor |  | Lee Evans        | 6 – 2   | Rowby-John Rodriguez |
| Robert Thornton    | 4 – 6   | Arron Monk       |  | Kevin Painter    | 4 – 6   | Dean Winstanley      |
| Mike de Decker     | 5 – 6   | Matt Clark       |  | Mark Dudbridge   | 5 – 6   | Joey ten Berge       |
| Brendan Dolan      | 6 – 3   | Scott Marsh (Q)  |  | Darron Brown     | 4 – 6   | Ryan Harrington      |
| Jamie Caven        | 6 – 2   | Gary Stone       |  | Mark Frost       | 6 – 4   | Mark Barilli         |
| Yordi Meeuwisse    | 3 – 6   | Robbie Green     |  | Jay Foreman      | 4 – 6   | Ronny Huybrechts     |
| Wayne Jones        | 5 – 6   | Andy Jenkins     |  | Paul Milford     | 4 – 6   | Steve Maish (Q)      |
| Harry Ward         | 1 – 6   | Josh Payne       |  | Scott Dale       | 2 – 6   | Darren Webster       |
| Berry van Peer     | 5 – 6   | Richie Corner    |  | Jeffrey de Zwaan | 5 – 6   | Alex Roy (Q)         |
| Brett Claydon      | 4 – 6   | Barry Lynn (Q)   |  | Cristo Reyes     | 4 – 6   | Andrew Davidson (Q)  |
| Matthew Edgar      | 6 – 4   | Mark Wilson (Q)  |  | David Pallett    | 6 – 1   | Jason Marriott       |
| James Wilson       | 6 – 3   | Jonny Clayton    |  | Wes Newton       | 4 – 6   | Rob Cross (Q)        |
| Ritchie Edhouse    | 4 – 6   | Joe Murnan       |  | Peter Hudson     | 4 – 6   | Dirk van Duijvenbode |
| Jermaine Wattimena | 6 – 1   | Kevin Dowling    |  | Magnus Caris     | 6 – 3   | Ben Green (Q)        |
| Andy Boulton       | 6 – 2   | Jonathan Worsley |  | Andrew Gilding   | 5 – 6   | Ryan de Vreede       |
| Tony Newell        | 6 – 1   | Paul Hogan       |  | Stuart Kellett   | 6 – 5   | Nathan Aspinall      |

#### Derde ronde (laatste 64)
In de derde ronde werd er gespeeld over de best of 17 legs.
| Speler                | Uitslag | Speler                |  | Speler               | Uitslag | Speler           |
| --------------------- | ------- | --------------------- |  | -------------------- | ------- | ---------------- |
| Adrian Lewis          | 9 – 1   | Tony Newell           |  | Phil Taylor          | 9 – 5   | Arron Monk       |
| Gary Anderson         | 9 – 7   | Dave Chisnall         |  | Michael van Gerwen   | 9 – 2   | Ryan Harrington  |
| Alan Norris           | 9 – 7   | Jermaine Wattimena    |  | Simon Whitlock       | 9 – 6   | Ian White        |
| Mark Webster          | 9 – 3   | Matthew Edgar         |  | Steve Beaton         | 5 – 9   | Peter Wright     |
| Mark Frost            | 1 – 9   | Joe Cullen            |  | James Wilson         | 9 – 3   | Rene Eidams      |
| Joey ten Berge        | 7 – 9   | Stuart Kellett        |  | Ricky Evans          | 9 – 5   | Andy Boulton     |
| Josh Payne            | 5 – 9   | Ryan de Vreede        |  | Dirk van Duijvenbode | 9 – 6   | Robbie Green     |
| David Pallett         | 8 – 9   | Raymond van Barneveld |  | Matt Clark           | 6 – 9   | Jelle Klaasen    |
| Vincent van der Voort | 9 – 3   | Dean Winstanley       |  | Jeffrey de Graaf     | 8 – 9   | Rob Cross (Q)    |
| Jamie Caven           | 9 – 7   | Lee Evans             |  | Terry Jenkins        | 9 – 7   | Ronny Huybrechts |
| Andrew Davidson (Q)   | 5 – 9   | Darren Webster        |  | James Wade           | 2 – 9   | Mensur Suljović  |
| Kim Huybrechts        | 9 – 1   | Steve Maish (Q)       |  | Jamie Lewis          | 8 – 9   | Stephen Bunting  |
| Justin Pipe           | 9 – 6   | Alex Roy (Q)          |  | Gerwyn Price         | 8 – 9   | Joe Murnan       |
| Kyle Anderson         | 9 – 2   | Andy Hamilton         |  | Brendan Dolan        | 6 – 9   | Barry Lynn (Q)   |
| Mervyn King           | 7 – 9   | Benito van de Pas     |  | Michael Smith        | 9 – 8   | Daryl Gurney     |
| Magnus Caris          | 4 – 9   | John Henderson        |  | Richie Corner        | 5 – 9   | Andy Jenkins     |

### Zaterdag 5 maart

#### Vierde ronde (laatste 32)
In de vierde ronde werd er gespeeld over de best of 17 legs.
| Speler             | Uitslag | Speler          |  | Speler                | Uitslag | Speler                |
| ------------------ | ------- | --------------- |  | --------------------- | ------- | --------------------- |
| Benito van de Pas  | 9 – 3   | Simon Whitlock  |  | Peter Wright          | 9 – 5   | Terry Jenkins         |
| Michael van Gerwen | 9 – 5   | Rob Cross (Q)   |  | Phil Taylor           | 9 – 3   | Raymond van Barneveld |
| Jamie Caven        | 6 – 9   | Stephen Bunting |  | Vincent van der Voort | 9 – 2   | Andy Jenkins          |
| Adrian Lewis       | 9 – 6   | John Henderson  |  | Gary Anderson         | 3 – 9   | Barry Lynn (Q)        |
| Joe Cullen         | 9 – 6   | Alan Norris     |  | Mark Webster          | 9 – 4   | Dirk van Duijvenbode  |
| Michael Smith      | 5 – 9   | Stuart Kellett  |  | Joe Murnan            | 8 – 9   | Jelle Klaasen         |
| Kim Huybrechts     | 9 – 3   | Justin Pipe     |  | Kyle Anderson         | 9 – 2   | James Wilson          |
| Ricky Evans        | 8 – 9   | Darren Webster  |  | Ryan de Vreede        | 8 – 9   | Mensur Suljović       |

#### Vijfde ronde (laatste 16)
In de vijfde ronde wordt er gespeeld over de best of 17 legs.
| Speler                  | Uitslag | Speler                  |  | Speler                      | Uitslag | Speler                         |
| ----------------------- | ------- | ----------------------- |  | --------------------------- | ------- | ------------------------------ |
| Stephen Bunting (92,44) | 7 – 9   | Joe Cullen (92,23)      |  | Phil Taylor (103,60)        | 9 – 7   | Vincent van der Voort (101,08) |
| Adrian Lewis (91,17)    | 7 – 9   | Jelle Klaasen (97,16)   |  | Michael van Gerwen (102,20) | 9 – 2   | Kim Huybrechts (86,72)         |
| Mark Webster (97,81)    | 9 – 5   | Mensur Suljović (93,83) |  | Stuart Kellett (87,68)      | 5 – 9   | Barry Lynn (Q) (88,29)         |
| Peter Wright (96,77)    | 9 – 5   | Darren Webster (89,03)  |  | Benito van de Pas (95,85)   | 2 – 9   | Kyle Anderson (96,48)          |

### Zondag 6 maart

#### Kwartfinale
In de kwartfinale wordt er gespeeld over de best of 19 legs. 
| Speler                     | Score  | Speler                 |
| -------------------------- | ------ | ---------------------- |
| Peter Wright (102,29)      | 10 – 7 | Joe Cullen (101,83)    |
| Phil Taylor (105,57)       | 10 – 3 | Mark Webster (92,44)   |
| Michael van Gerwen (95,99) | 10 – 6 | Barry Lynn (Q) (91,20) |
| Jelle Klaasen (98,24)      | 10 – 0 | Kyle Anderson (90,42)  |

#### Halve finale en finale
|  | Halve finale (best of 19 legs) | Halve finale (best of 19 legs) |  |                             | Finale (best of 21 legs) | Finale (best of 21 legs) |
|  |                                |                                |  |                             |                          |                          |
|  |                                |                                |  |                             |                          |                          |
|  | Peter Wright (96,68)           | 10                             |  |                             |                          |                          |
|  | Jelle Klaasen (90,44)          | 5                              |  |                             |                          |                          |
|  |                                |                                |  |                             | Peter Wright (98,33)     | 4                        |
|  |                                |                                |  | Michael van Gerwen (106,68) | 11                       |                          |
|  | Michael van Gerwen (107,57)    | 10                             |  |                             |                          |                          |
|  | Phil Taylor(104,57)            | 6                              |  |                             |                          |                          |

2003 · 2004 · 2005 · 2006 · 2007 · 2008 · 2009 · 2010 · 2011 · 2012 · 2013 · 2014 · 2015 · 2016 · 2017 · 2018 · 2019 · 2020 · 2021 · 2022 · 2023 · 2024 · 2025